# Hulett (Wyoming)
Hulett is een plaats (town) in de Amerikaanse staat Wyoming, en valt bestuurlijk gezien onder Crook County.

## Demografie
Bij de volkstelling in 2000 werd het aantal inwoners vastgesteld op 408. In 2006 is het aantal inwoners door het United States Census Bureau geschat op 442, een stijging van 34 (8,3%).

## Geografie
Volgens het United States Census Bureau beslaat de plaats een oppervlakte van 2,3 km², geheel bestaande uit land. Hulett ligt op ongeveer 1142 m boven zeeniveau.

## Plaatsen in de nabije omgeving
De onderstaande figuur toont nabijgelegen plaatsen in een straal van 68 km rond Hulett.